# Suizhou
Suizhou (随州 ; pinyin : Suízhōu) est une ville de la province du Hubei en Chine.

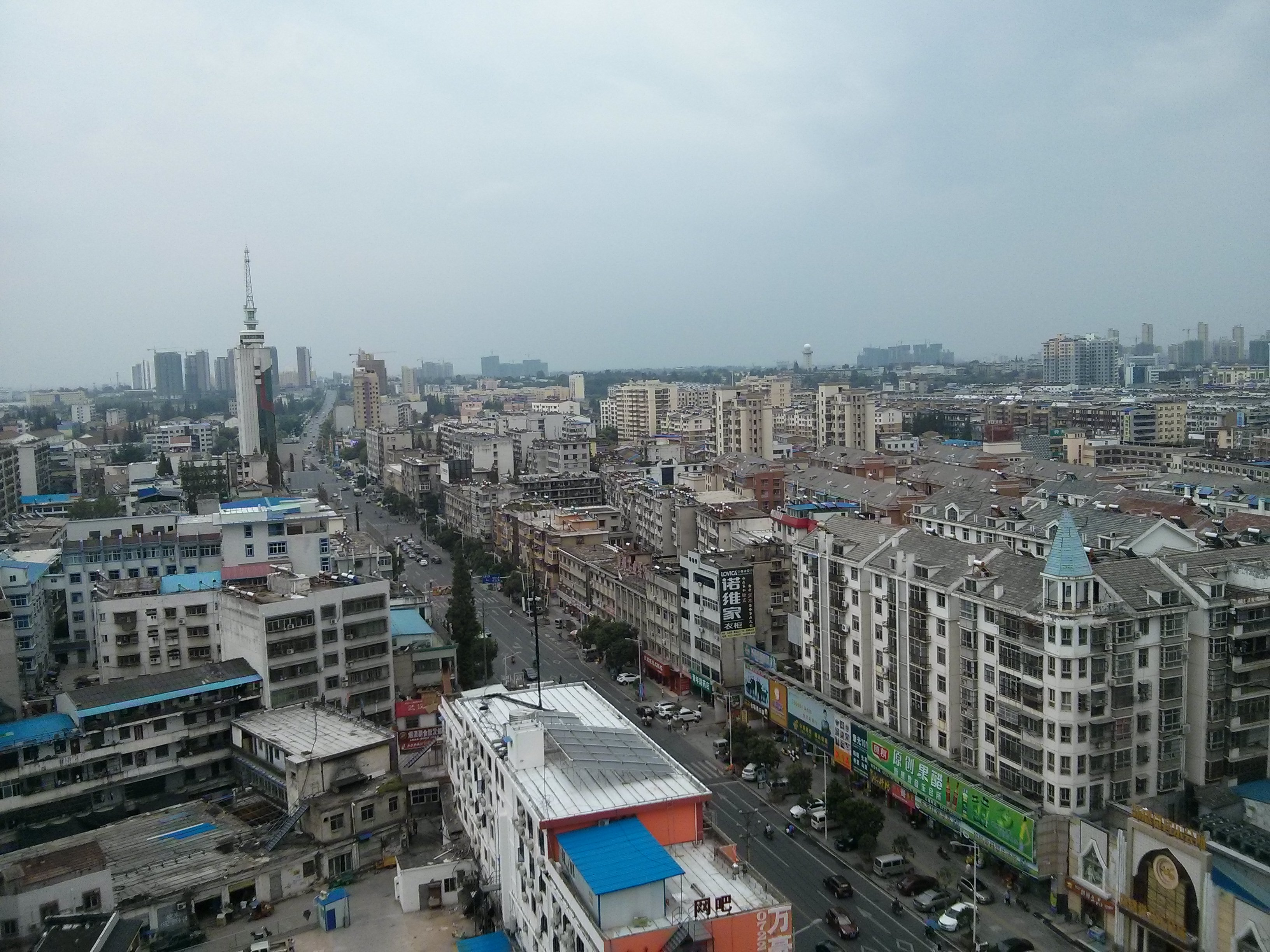
Intersection de l'avenue Lieshan de Suizhou Qingnian Road, vue est

## Subdivisions administratives
La ville-préfecture de Suizhou exerce sa juridiction sur deux subdivisions - un district et une ville-district :
- le district de Zengdu - 曾都区 Zēngdū Qū ;
- la ville de Guangshui - 广水市 Guǎngshuǐ Shì.